# استان کاپیتان پرات
استان کاپیتان پرات (به اسپانیایی: Provincia Capitán Prat) یک منطقهٔ مسکونی در شیلی است که در منطقه آیسن واقع شده‌است. استان کاپیتان پرات ۳۷٬۰۴۳٫۶ کیلومتر مربع مساحت و ۴٬۰۰۳ نفر جمعیت دارد.